# رود نینی
رود نینی(به انگلیسی: Nini river) یک رودخانه در جنوب غربی غنا است.این رودخانه به رود تانو میریزد.